# Видимость гнева
«Видимость гнева» (англ. The Upside of Anger) — американская романтическая драма 2005 года режиссёра Майка Байндера
Главные роли исполнили: Джоан Аллен, Кевин Костнер и Эван Рэйчел Вуд.
Продюсерами картины выступили Джек Биндер, Алекс Гартнер и Сэмми Ли.

## Сюжет
Муж Терри Вольфмайер Грей неожиданно исчез и она полагает что он сбежал с секретаршей. Она осталась одна с четырьмя взрослыми дочерьми. Со временем Терри начинает выпивать, и дочерям приходится о ней заботиться. Интерес к жизни ей возвращает сосед, бывший бейсболист Дэнни, ведущий в местной радиопередаче. Дэнни постепенно ломает лед в их сложных отношениях из-за спора о земельном участке, рядом с их домами. Они начинают встречаться.
У девочек своя личная жизнь. Энди начинает работать в радиошоу Дэнни помощником продюсера и спит со своим начальником Шепом Гудменом. Хедли выпускница школы. Во время церемонии выясняется, что она беременна от своего одноклассника. Вскоре они играют свадьбу. Эмили хочет пойти в колледж искусств, но Терри настаивает на том, чтобы она пошла в бизнес колледж. Эмили заболела из-за стресса и долго приходила в себя. Самая младшая Папай крутит роман со своим одноклассником, который оказывается гомосексуалистом. Отношения между Дэнни и Терри переживают несколько размолвок и примирений. После этого Терри больше не пьет, и начинает более внимательно относиться к личной жизни дочерей.
Терри в конце концов даёт разрешение на застройку на спорном участке. Во время строительства рабочие открывают заброшенный колодец и обнаруживают в нём тело Грея Вольфмайер. Как оказывается, он не сбегал от семьи, а погиб в результате несчастного случая. В концовке Денни и Терри на похоронной службе по Грею ведут себя как пара, строят планы.

## В ролях
| Актёр            | Роль                         |
| ---------------- | ---------------------------- |
| Джоан Аллен      | Терри Вольфмайер             |
| Кевин Костнер    | Дэнни Дэвис                  |
| Эрика Кристенсен | Энди Вольфмайер              |
| Кери Расселл     | Эмили Вольфмайер             |
| Алисия Уитт      | Хэдли Вольфмайер             |
| Эван Рэйчел Вуд  | Лавендер «Папайя» Вольфмайер |
| Майк Биндер      | Адам «Шеп» Гудмэн            |
| Том Харпер       | Дэвид-мл.                    |
| Дэнни Уэбб       | Грей Вольфмайер              |

## Критика
На сайте Rotten Tomatoes фильм имеет рейтинг 74 %, на основании 184 рецензиях критиков, со средней оценкой 6,8 из 10. Критический консенсус сайта гласит: «Комедийная драма для взрослых, с прекрасными актёрскими работами Джоан Аллен и Кевина Костнера».